# Questrecques
Questrecques település Franciaországban, Pas-de-Calais megyében. Lakosainak száma 333 fő (2022. január 1.). Questrecques Baincthun, Carly, Samer, Wierre-au-Bois és Wirwignes községekkel határos.

## Népesség
A település népességének változása:
| Lakosok száma | 328  | 311  | 320  | 307  | 313  | 318  | 324  | 329  | 333  |
|               | 2013 | 2015 | 2016 | 2017 | 2018 | 2019 | 2020 | 2021 | 2022 |